# مارتهام
مارتهام (به انگلیسی: Martham) یک روستا و محله مدنی در بریتانیا است که در Great Yarmouth واقع شده‌است. مارتهام ۱۱٫۸۴ کیلومتر مربع مساحت و ۳٬۵۶۹ نفر جمعیت دارد.